# 55892 Fuzhougezhi
55892 Fuzhougezhi è un asteroide della fascia principale. Scoperto nel 1997, presenta un'orbita caratterizzata da un semiasse maggiore pari a 2,7846739 UA e da un'eccentricità di 0,2977028, inclinata di 7,70521° rispetto all'eclittica.